# Cantrainea jamsteci
Cantrainea jamsteci is een slakkensoort uit de familie van de Colloniidae. De wetenschappelijke naam van de soort is voor het eerst geldig gepubliceerd in 1990 door Okutani & Fujikura.